# Inês Lobo
Inês Lobo (Lisboa, 1966) é uma arquiteta portuguesa distinguida com diversos prémios, entres eles o prémio AICA/MC/Millennium BCP, da Associação Internacional de Críticos de Arte / Ministério da Cultura em 2017.

## Percurso
Inês Lobo formou-se em 1989 pela Faculdade de Arquitetura da Universidade Técnica de Lisboa. No mesmo ano, passou a leccionar a disciplina de projecto na mesma Faculdade.  Entre 1990 e 1996, trabalhou em colaboração com o arquitecto João Luís Carrilho da Graça, seu antigo professor. Em 1996 formou atelier com o arquitecto Pedro Domingos, com quem manteve parceria até 2001.
Em 2002 formou o seu próprio atelier, Inês Lobo Arquitectos, que desenvolve projetos em diferentes áreas de trabalho, da construção de equipamentos e habitação à requalificação de edifícios e espaços públicos.
É, desde 2000, professora convidada na Universidade Autónoma de Lisboa. Fez parte da representação de Portugal na Bienal Internacional de Arquitetura de São Paulo (Brasil) de 2009. Em 2012 foi comissária geral da representação oficial portuguesa na Bienal de Arquitectura de Veneza, com o projecto Lisbon Ground.
Em 2019 foi convidada para apresentar um dos 12 projetos no concurso de ideias da Fundação Calouste Gulbenkian (FCG) para a ampliação do seu jardim e do antigo Centro de Arte Moderna (CAM), em Lisboa. Em 2020 participou de uma exposição promovida pela Fundação Calouste Gulbenkian, com os projectos de todos os concorrentes convidados: Aires Mateus (Portugal), Barbas Lopes (Portugal), Carla Juaçaba (Brasil), Christ & Gantenbein (Suíça), Inês Lobo (Portugal), John Pawson (Reino Unido), Junya Ishigami (Japão), Menos é Mais (Portugal), Pedro Domingos (Portugal), SAMI (Portugal) e Tatiana Bilbao (México).  

## Reconhecimentos e prémios
- 1999: prémio especial do júri (co-autoria com o Arquitecto Pedro Domingos) na Sarajevo Concert Hall Competition - 9th and 10th Biennal for young european and mediterranean artists [11]
- 2000: 1.º classificado (co-autoria com o Arquitecto Pedro Domingos) no concurso público para a elaboração do projecto de Arquitectura do Parque das Camélias, Porto 2001 Capital Europeia da Cultura [11]
- 2001: 1.º classificado (co-autoria com o Arquitecto João Gomes da Silva) no concurso em duas fases para a elaboração do projecto de plano de pormenor do Parque Urbano do Tarello-Bréscia e edifícios de apoio, Itália [11]
- 2001: 1.º classificado em execução no concurso por convite para a “Elaboração do projecto dos edifícios de realinhamento e espaço público da Rua Dona Maria II, no Cacém [11]
- 2002: 2.º classificado (co-autoria com o Arquitecto João Mendes Ribeiro) no concurso público para elaboração do projecto de valorização do Mosteiro de Santa Clara-a-Velha e terrenos envolventes, Coimbra [11]
- 2013: Recebeu a distinção Mulheres Criadoras de Cultura na categoria arquitectura atribuída pelo governo português [12]
- 2014: galardoada com o prémio ArcVision - Women and Architecture pelos projectos da Escola Secundária Avelar Brotero, em Coimbra, o Complexo de Artes e Arquitectura da Universidade de Évora e o Edifício da Sede Ferreira Construções [13]
- 2017: distinguida pela Secção Portuguesa da Associação Internacional de Críticos de Arte na categoria de Arquitectura, pelo seu "percurso profissional ímpar" [14]

## Obras selecionadas
- Escola Secundária Francisco Rodrigues Lobo, Leiria (2010) [15]
- Escola Secundária Avelar Brotero, Coimbra (2010) [16]
- Habitações em banda no Bom Sucesso, Óbidos (2013) [17]
- Reutilização da antiga Fábrica dos Leões: Departamento de Arquitetura e Artes Visuais da Universidade de Évora, em parceria com Ventura Trindade Arquitectos, Évora (2009) [18]
- Requalificação da Escola Secundária Dr. Mário Sacramento, Aveiro (2010) [14]
- Reutilização da Escola Secundária Joaquim Carvalho, Figueira da Foz (2008/09) [14]